# Nespereira (Gouveia)
Nespereira is een plaats (freguesia) in de Portugese gemeente Gouveia en telt 861 inwoners (2001).